# Бонифације од Монферата
Бонифације Монфератски (итал. Bonifacio del Monferrato; грч. Βονιφάτιος Μομφερρατικός) је био маркиз Монферата, изабран 1201. као један од вођа Четвртог крсташког рата на уместо грофа Шампање Теобалда III. Бонифације је био рођак француског краља Филипа II Августа, син Вилијама V од Монферата и Јудите од Бабенберга, рођен након очевог повратка из Другог крсташког рата. Такође је био млађи брат Вилијама, грофа од Јафе и Аскалона и Конрадом Јерусалимским. После освајања Цариграда 1204. године предложено је да буде цар новооснованог Латинског царства са Балдуином Фландријским, али је његов захтев је одбијен.
Након избора цара, Бонифације Монфератски је добио азијске територије царства, али је заменио их за Солун и копнене области Грчке, на чијим територијама је основао Солунску краљевину.
Дана 4. септембра 1207. краља Бонифација су у заседи убили Бугари, а његова глава је послата цару Калојану.

## Биографија
Бонифације је био трећи син Вилијама V од Монферата и Јудите Бабенберг. Рођен је након повратка његовог оца из Другог крсташког рата. Имао је млађег брата Вилијама "Дугог мача", грофа Јафе и Аскалона, као и јерусалимског краља Конрада I. У изворима се први пут јавља 1170-тих година у једном писму маркиза од Валена. Бонифације, као и већина његових рођака, подржао Фридриха I Барбаросу у његовом рату против италијанских градова Ломбардске лиге. Бонифацијев старији брат Вилијам умро је 1177. године, недуго након што се оженио Сибилом, наследницом јерусалимског краља. Византијски цар Манојло I Комнин је 1179. године понудио руку своје ћерке Марије Порфирогените једном од синова Вилијама старијег. Бонифације је, као и његов старији брат Конрад, тада већ био ожењен. За византијску принцезу оженио се његов најмлађи брат Рајнеро, који је касније убијен, након Андроникове узурпације византијског престола.
Бонифацијев нећак Балдуин V крунисан је 1183. године савладарем Јерусалимске краљевине. Вилијам је отишао у Свету земљу у посети унуку, остављајући Конрада и Бонифација у Монферату. Конрад је 1187. године такође отишао на исток. Византијски цар Исак II Анђео понудио је руку своје сестре Теодоре Бонифацију, како би обновио савез Византијског царства и ове моћне француске породице. Бонифације се, међутим, већ био по други пут оженио, док је Конрад био удовац. Од 1191. године Бонифације је у дугогодишњем рату за својим суседима. Придружио се Кремонској лиги у борби против Миланске лиге. Бонифације је поразио град Монтиђио јуна исте године, али се даљи ток рата водио на штету његове династије. Примирје је потписано 1193. године. Након смрти свога оца (1191), Бонифације је постао маркиз Монферата. Конрад, његов старији брат, изабран је за краља Јерусалима. Нема података да је Конрадова ћерка Марија, јерусалимска краљица и супруга Јована Бријена, никада испољавала претензије над Маркизатом. Бонифације је 1194. године био један од вођа војске Хенрика VI на Сицилију. Борбе у Италији се настављају и трају све до краја 12. века.

### Четврти крсташки рат и оснивање Солунске краљевине
Први вођа Четвртог крсташког рата, Теобалд III од Шампање, умро је 1201. године. Бонифације је тада изабран за новог вођу планираног похода. Суочен са поразима у Италији, Бонифације је као искусан војник покушао у крсташком походу повратити углед сопствене династије. Бонифацијева породица је била добро позната на истоку. Његов нећак Балдуин, као и брат Конрад, бирани су за јерусалимске краљеве, док је његова нећака Марија била наследница јерусалимске круне. Бонифацијев рођак Филип Швапски оженио се Ирином Ангелином, ћерком свргнутог византијског цара Исака II Анђела и нећаком Конрадове друге жене Теодоре. Бонифације је са Филипом провео зиму 1201. године у Хагеноу. Тамо је упознао Алексија Анђела, Исаковог сина, који је побегао из заробљеништва Алексија III Анђела, свог ујака и убице Исака II. Бонифације је подржао Алексијева права да свог ујака свргне са престола. Бонифације и Алексије отпутовали су у Рим, где им је подршку и благослов дао папа Иноћентије III. Бонифације је тада наводно обећао да неће ратовати против хришћана, укључујући и Византинце.
Крсташка војска је, међутим, пала у дугове према млетачком дужду који им је дао своју флоту. Стога су крсташи за његов рачун напали побуњене градове Трст и Задар, пре него што је требало да отплове за Каиро. Бонифације је, уз Енрика Дандола, био кључна фигура Четвртог крсташког рата, док је Алексије давао крсташима разна обећања и био главни финансијер напада на Цариград. Тако је крсташки рат преусмерен на византијску престоницу, што је кулминирало крсташким освајањем Цариграда и првим падом Византије. Бонифације није изабран за првог владара Латинског царства. Он оснива нову Солунску краљевину 1205. године. Своја права темељио је на чињеници да је његов млађи брат Рајнеро 1180. године добио Солун на управу преко брака са Маријом Комнином.
Бонифације је убијен у рату са Бугарима 4. септембра 1207. године. Његова глава је однесена цару Калојану. На месту маркиза од Монферата наследио га је најстарији син Вилијам VI, док је Солунску краљевину наследио његов млађи син Димитрије, из брака са ћерком угарског краља Беле III.

## Потомство
Бонифације се женио два пута. Са првом супругом, Јеленом Боско, имао је троје деце:
- Вилијам VI (око 1173. - 17. септембар 1226.), маркиз од Монферата.
- Беатриче, маркиза Савоне, друга од три супруге Енрика Карета.
- Агнеса од Монферата (умрла 1207.), удата за Хенрика Фландријског, латинског цара.

Бонифацијева друга супруга била је Маргарета Угарска, ћерка угарског краља Беле III и Агнесе Антиохијске (ћерке антиохијских владара Ренеа и Констанце) и удовице Исака II Анђела. Са њом је имао једног сина:
- Димитрије (рођен око 1205. године), солунски краљ.

Маргарета ће владари Солунском краљевином као регент њиховог малолетног сина. Касније ће се преудати за Николу од Сент Омера.

## Породично стабло
|  |                                         |  |  |  |  |  |  |  |  |  |  |  |  |  |  |  |
|  | Вилијам IV од Монферата                 |  |  |  |  |  |  |  |  |  |  |  |  |  |  |  |
|  |                                         |  |  |  |  |  |  |  |  |  |  |  |  |  |  |  |
|  |                                         |  |  |  |  |  |  |  |  |  |  |  |  |  |  |  |
|  | Рајнеро од Монферата                    |  |  |  |  |  |  |  |  |  |  |  |  |  |  |  |
|  |                                         |  |  |  |  |  |  |  |  |  |  |  |  |  |  |  |
|  |                                         |  |  |  |  |  |  |  |  |  |  |  |  |  |  |  |
|  | Олга Аглие                              |  |  |  |  |  |  |  |  |  |  |  |  |  |  |  |
|  |                                         |  |  |  |  |  |  |  |  |  |  |  |  |  |  |  |
|  |                                         |  |  |  |  |  |  |  |  |  |  |  |  |  |  |  |
|  | Вилијам V од Монферата                  |  |  |  |  |  |  |  |  |  |  |  |  |  |  |  |
|  |                                         |  |  |  |  |  |  |  |  |  |  |  |  |  |  |  |
|  |                                         |  |  |  |  |  |  |  |  |  |  |  |  |  |  |  |
|  | Вилијам I од Бургундије                 |  |  |  |  |  |  |  |  |  |  |  |  |  |  |  |
|  |                                         |  |  |  |  |  |  |  |  |  |  |  |  |  |  |  |
|  |                                         |  |  |  |  |  |  |  |  |  |  |  |  |  |  |  |
|  | Гизела од Бургундије, маркиза Монферата |  |  |  |  |  |  |  |  |  |  |  |  |  |  |  |
|  |                                         |  |  |  |  |  |  |  |  |  |  |  |  |  |  |  |
|  |                                         |  |  |  |  |  |  |  |  |  |  |  |  |  |  |  |
|  | Стефанија Бургундска                    |  |  |  |  |  |  |  |  |  |  |  |  |  |  |  |
|  |                                         |  |  |  |  |  |  |  |  |  |  |  |  |  |  |  |
|  |                                         |  |  |  |  |  |  |  |  |  |  |  |  |  |  |  |
|  | Бонифације од Монферата                 |  |  |  |  |  |  |  |  |  |  |  |  |  |  |  |
|  |                                         |  |  |  |  |  |  |  |  |  |  |  |  |  |  |  |
|  |                                         |  |  |  |  |  |  |  |  |  |  |  |  |  |  |  |
|  | Леополд II, маркгроф Аустрије           |  |  |  |  |  |  |  |  |  |  |  |  |  |  |  |
|  |                                         |  |  |  |  |  |  |  |  |  |  |  |  |  |  |  |
|  |                                         |  |  |  |  |  |  |  |  |  |  |  |  |  |  |  |
|  | Леополд III, маркгроф Аустрије          |  |  |  |  |  |  |  |  |  |  |  |  |  |  |  |
|  |                                         |  |  |  |  |  |  |  |  |  |  |  |  |  |  |  |
|  |                                         |  |  |  |  |  |  |  |  |  |  |  |  |  |  |  |
|  | Ида од Формбах-Рателнберга              |  |  |  |  |  |  |  |  |  |  |  |  |  |  |  |
|  |                                         |  |  |  |  |  |  |  |  |  |  |  |  |  |  |  |
|  |                                         |  |  |  |  |  |  |  |  |  |  |  |  |  |  |  |
|  | Јудита од Бабенберга                    |  |  |  |  |  |  |  |  |  |  |  |  |  |  |  |
|  |                                         |  |  |  |  |  |  |  |  |  |  |  |  |  |  |  |
|  |                                         |  |  |  |  |  |  |  |  |  |  |  |  |  |  |  |
|  | Хенрик IV                               |  |  |  |  |  |  |  |  |  |  |  |  |  |  |  |
|  |                                         |  |  |  |  |  |  |  |  |  |  |  |  |  |  |  |
|  |                                         |  |  |  |  |  |  |  |  |  |  |  |  |  |  |  |
|  | Агнеса од Немачке                       |  |  |  |  |  |  |  |  |  |  |  |  |  |  |  |
|  |                                         |  |  |  |  |  |  |  |  |  |  |  |  |  |  |  |
|  |                                         |  |  |  |  |  |  |  |  |  |  |  |  |  |  |  |
|  | Берта Савојска                          |  |  |  |  |  |  |  |  |  |  |  |  |  |  |  |
|  |                                         |  |  |  |  |  |  |  |  |  |  |  |  |  |  |  |
|  |                                         |  |  |  |  |  |  |  |  |  |  |  |  |  |  |  |